# Fojana
Fojana é uma vila localizada no município de Brda na Eslovênia. Possuía uma população estimada de 143 habitantes em 2020.